# Список номинантов на премию «Национальный бестселлер» 2013 года
Список номинантов на премию «Национальный бестселлер», попавших в длинный список, короткий список (финалисты) и ставшего победителем (лауреатом) премии «Национальный бестселлер» в сезоне 2013 года.
Список представлен в следующем виде — победители; короткий список (финалисты), кроме победителей; длинный список — кроме победителей и финалистов.
Для финалистов и победителя в скобках указано сколько баллов набрало данное произведение по итогам голосования членов большого жюри за произведения из длинного списка для их отбора в финал. Произведение, набравшее наибольшее количество баллов по итогам голосования за произведения из длинного списка, чаще всего, но не всегда, становилось победителем.
Произведения в длинном списке упорядочены по фамилиям их авторов, произведения в коротком списке — по количеству набранных ими баллов при голосовании за произведения из длинного списка.

## Победитель
1. Фигль-Мигль, «Волки и медведи» (5 баллов)[4].

## Короткий список
1. Кантор Максим, «Красный свет» (10 баллов).
2. Водолазкин Евгений, «Лавр» (7 баллов).
3. Абузяров Ильдар, «Мутабор» (6 баллов).
4. Софья Купряшина, «Видоискательница» (6 баллов).
5. Ольга Погодина-Кузмина, «Власть мёртвых» (5 баллов).

## Длинный список
1. Алферова Татьяна, «Лестница Ламарка»
2. Арутюнова Каринэ, «Скажи красный»
3. Беседин Платон, «Книга Греха»
4. Богатов Михаил, «Отче наш»
5. Бояшов Илья, «Эдем»
6. Григорьев Дмитрий, «Все цвета жизни»
7. Гришковец Евгений, «Письма к Андрею»
8. Дигол Сергей, «Посвящается Пэт»
9. Епифанцев Денис, «Moneyfest»
10. Завершнева Екатерина, «Высотка»
11. Иванов Андрей, «Бизар»
12. Кан Александр, «Курехин. Шкипер о Капитане»
13. Коврига Олег, «Что я видел»
14. Козлов Владимир, «1986»
15. Колобродов Алексей, «Культурный герой»
16. Кононов Николай, «Код Дурова»
17. Косых Ирина, «Сожители»
18. Кучерская Майя, «Тетя Мотя»
19. Летц Юна, «Эмпирей»
20. Лимонов Эдуард, «В Сырах»
21. Лорченков Владимир, «Шпион вышел вон»
22. Мартинович Виктор, «Сфагнум»
23. Матвеева Анна, «Подожди, я умру и приду»
24. Мигль Фигль, «Волки и медведи»
25. Мильштейн Александр, «Контора Кука»
26. Немцев Леонид, «Две Юлии»
27. Непогодин Всеволод, «Generation G»
28. Нестеренко Владимир «Адольфыч», «Проходимцы»
29. Новикова Ольга, «Каждый убивал»
30. Носов Сергей, «Полтора кролика»
31. Понизовский Антон, «Обращение в слух»
32. Постнов Олег, «Антиквар»
33. Савельев Игорь, «Терешкова летит на Марс»
34. Сагиб МС, «Гаста-рэп»
35. Саледдин Равшан, «Настоящие рассказы Равшана»
36. Сахновский Игорь, «Острое чувство субботы»
37. Снегирев Александр, «Чувство вины»
38. Соломонов Артур, «Театральная история»
39. Трофименков Михаил, «Убийственный Париж»
40. Холодов Владимир, «Экстрим для избранных»